# Primera División "C"
La Primera División "C" è il terzo livello del campionato colombiano di calcio. È formata da 20 squadre, divise in due gruppi, ed è organizzata dalla División Mayor del Fútbol Colombiano (Dimayor).

## Squadre
Zona 1
- Asociación Cristiana Deportiva de Bogotá
- Real Cumare de (Cumaral, Meta)
- Academia B de Bogotá
- La Equidad B de Bogotá
- Facatativá Fútbol Club de (Facatativa, Cundinamarca)
- Independiente Distrital de Bogotá
- Palmares Fútbol Club de (Villanueva, Casanare)
- Sporting Udec de (Fusagasugá, Cundinamarca)
- Semillas Colombianas Fútbol Club de (La Dorada, Caldas)
- Atlético Provincia de Sugamuxi de (Sogamoso, Boyacá)

Zona 2
- Millonarios B de Bogotá
- Independiente Santa Fe B de Bogotá
- Chía Fútbol Club de Chía, Cundinamarca)
- Caterpillar Motor de Bogotá
- Alianza Llanos de (Villavicencio, Meta)
- Real Madrid de Bogotá
- Esmeraldas Fútbol Club de (Guateque, Boyacá)
- Sampdoria Fútbol Club de (Puerto Boyaca, Boyacá)
- San Isidoro Fútbol Club de (El Espinal, Tolima)
- Súper Mundial Fútbol Club de (Soacha, Cundinamarca)

## Albo d'oro
| Anno | Campione                                      | Finalista                                      |
| ---- | --------------------------------------------- | ---------------------------------------------- |
| 1991 | Millonarios B                                 | Dinastía (Riosucio, Caldas)                    |
| 1993 | Unión Magdalena B                             | América de Cali B                              |
| 1994 | Ferro Club (Pereira, Risaralda)               | Millonarios B                                  |
| 1995 | Cooperamos Tolima (Ibagué, Tolima)            | La Equidad B                                   |
| 1996 | América de Cali B                             | Milan FC (Bogotá, D.C.)                        |
| 1997 | Escuela Sarmiento Lora (Cali, Valle)          | América de Cali B                              |
| 1998 | América de Cali B                             | Deportivo Junior (Bogotá, D.C.)                |
| 1999 | Deportivo Pereira B                           | La Equidad B                                   |
| 2000 | Chicó Fútbol Club B                           |                                                |
| 2001 | Independiente Medellín B                      |                                                |
| 2003 | Once Caldas B                                 | Millonarios B                                  |
| 2004 | Deportivo Cali B                              | Academia B                                     |
| 2006 | Paz y Futuro (Cucuta, Norte de Santander)     | Santa Fe B                                     |
| 2007 | Boca Juniors (Soledad, Atlantico)             | Alianza Llanos (Villavicencio, Meta)           |
| 2008 | Millonarios B                                 | Palmares (Villanueva, Casanare)                |
| 2009 | Palmares (Villanueva, Casanare)               | Boca Juniors (Sincelejo, Sucre)                |
| 2010 | EHC Gobernación - Electrohuila (Neiva, Huila) | Universidad Autónoma (Barranquilla, Atlántico) |